# Chrysocharis flaviclypeus
Chrysocharis flaviclypeus är en stekelart som beskrevs av Christer Hansson 1987. Chrysocharis flaviclypeus ingår i släktet Chrysocharis och familjen finglanssteklar. Inga underarter finns listade i Catalogue of Life.